# Samsung Galaxy J2
El Samsung Galaxy J2 es un teléfono inteligente siendo el segundo de la serie Galaxy J, fabricado por Samsung Electronics. Fue lanzado en septiembre de 2015.

## Características

### Pantalla
Tanto su funcionamiento como su diseño cambió bastante, el Galaxy J2 es mucho más grande que su antecesor, también tuvo un cambio de pantalla ya que el antecesor tenía una pantalla WVGA, Galaxy J2 tiene la nueva qHD Super AMOLED, la cual hace posible tener una mejor visión del teléfono. Cabe mencionar también que la cámara frontal y los sensores fueron cambiados de posición.

### Cámara
Posee una cámara fotográfica en la parte trasera con una resolución máxima de 5 megapíxeles. Viene acompañada de un Flash de tipo LED para mitigar ambientes poco iluminados. Tiene en la parte posterior una cámara de 2 MP hecho con la tecnología Palm Face, para fotografiar al momento de detectar el movimiento de la mano. Dispone de un zum digital de 4 aumentos, autoenfoque con detector de sonrisas y la posibilidad de darle diferentes efectos, el cual también cuenta con un suavizador de rostro.

### Conectividad
Hay varias opciones para conectarse a Internet u otras redes, este celular es compatible con puntos inalámbricos WiFi y Bluetooth y con banda ancha móvil EDGE con las cuales se encuentran las redes 3G y 4G.

### Video
Graba video en resolución máxima de 1280x720 y tiene la capacidad de reproducir diferentes formatos de videos como mp4, avi, wmv, mkv, etc. Puede leer subtítulos si el archivo los tiene incorporados, puede reproducir videos de hasta una resolución en 1080p (1920x1080).

### Memoria y procesador
Cuenta con un procesador Exynos 3475 Cortex-A7 de 4 núcleos a 1.3 GHz (ARMv7), 1 GB de memoria RAM. Es capaz de correr juegos bastante exigentes como Call of Mini Zombies, Dead Trigger o Shadowgun.